# Співоче поле (Черкаси)
Співоче поле — парк-пам'ятка садово-паркового мистецтва місцевого значення в м. Черкаси.

## Історія
Створено рішенням Черкаської обласної ради від 3.03.2023 № 17-44/VIII.

## Опис
Парк розташований у м. Черкаси в мікрорайоні «Дахнівка» на перетині вулиць Набережної та Братів Савченків поблизу річки Бігуча. На охоронюваній території спостерігається поєднання борових, широколистяних і лучних екосистем. Місце мешкання бобра річкового, зайця сірого, а також різних видів птахів, плазунів та комах.